# Eigenmannia
Eigenmannia é um gênero de peixes da família Sternopygidae (peixes-faca de vidro), nativo da América do Sul tropical e subtropical (ao sul até a bacia do rio da Prata) e do Panamá. Eles são tipicamente encontrados em riachos de fluxo lento, ao longo da margem de grandes rios, em canais profundos de rios e em planícies de inundação, e o gênero também inclui Eigenmannia vicentespelaea, o único peixe-faca adaptado a cavernas. Eigenmannia é frequentemente encontrado perto de raízes submersas, plantas aquáticas e prados flutuantes.
Dependendo da espécie exata, eles têm um comprimento total máximo de 14,3 a 49,6 cm. São noturnos e se alimentam de pequenos invertebrados, como larvas de insetos aquáticos e crustáceos zooplanctônicos.

## Espécies
Estas são as espécies atualmente reconhecidas neste gênero:
- Eigenmannia antonioi Peixoto, Dutra & Wosiacki, 2015
- Eigenmannia besouro Peixoto & Wosiacki, 2016
- Eigenmannia bumba [en] Dutra, Ramos & Menezes, 2022
- Eigenmannia cacuria [en] Dutra, Ramos & Menezes, 2022
- Eigenmannia camposi Herrera-Collazos, Galindo-Cuervo, Maldonado-Ocampo & Rincón-Sandoval, 2020
- Eigenmannia catira Cardoso & Dutra, 2023
- Eigenmannia correntes Campos-da Paz & Queiroz 2017
- Eigenmannia desantanai Peixoto, Dutra & Wosiacki 2015
- Eigenmannia dutrai Peixoto, Pastana & Ballen, 2021
- Eigenmannia guairaca Peixoto, Dutra & Wosiacki, 2015
- Eigenmannia guchereauae (Meunier, Jégu & Keith, 2014)
- Eigenmannia humboldtii (Steindachner, 1878)
- Eigenmannia limbata (Schreiner & Miranda Ribeiro, 1903)
- Eigenmannia loretana Waltz & Albert [en], 2018
- Eigenmannia macrops (Boulenger, 1897)
- Eigenmannia macuxi Dutra, Peixoto, Donin, de Santana & Menezes, 2024.
- Eigenmannia magoi Herrera-Collazos, Galindo-Cuervo, Maldonado-Ocampo & Rincón-Sandoval, 2020
- Eigenmannia matintapereira Peixoto, Dutra & Wosiacki, 2015
- Eigenmannia meeki Dutra, de Santana & Wosiacki, 2017
- Eigenmannia microstoma (Reinhardt [en], 1852)
- Eigenmannia muirapinima Peixoto, Dutra & Wosiacki, 2015
- Eigenmannia nigra Mago-Leccia, 1994
- Eigenmannia oradens Dutra, Peixoto, de Santana & Wosiacki, 2018
- Eigenmannia pavulagem Peixoto, Dutra & Wosiacki, 2015
- Eigenmannia robsoni [en] Dutra, Ramos & Menezes, 2022
- Eigenmannia sayona Peixoto & Waltz, 2017
- Eigenmannia sirius Peixoto & Ohara, 2019
- Eigenmannia trilineata López & Castello, 1966
- Eigenmannia vicentespelaea [en] Triques, 1996
- Eigenmannia virescens [en] (Valenciennes, 1836)
- Eigenmannia waiwai Peixoto, Dutra & Wosiacki, 2015
- Eigenmannia zenuensis Herrera-Collazos, Galindo-Cuervo, Maldonado-Ocampo & Rincón-Sandoval, 2020